# Seija Simola
Seija Simola (Helsinki, 1944. szeptember 25. – Vantaa, 2017. augusztus 20.) finn énekesnő.
Az 1978-as Eurovíziós Dalfesztiválon Finnországot képviselte. Az általa előadott Anna rakkaudelle tilaisuus dal két pontot kapott és holtversenyben a 18. helyen végzett a húsz induló közül.

## Diszkográfia
- Trio (1970, Eero Raittinennel és Kristiannal közösen)
- Seija Simola 1 (1970)
- Aranjuez mon amour – näkemiin (1970)
- Rakkaustarina (1971)
- Seija (1973)
- Tunteen sain (1976)
- Seijan kauneimmat laulut (1977)
- Katseen kosketus (1979)
- Tunteet (1984)
- Ota kii – pidä mua (1985)
- Seija (1986)
- 20 suosikkia – Sulle silmäni annan (1995)
- Parhaat – Seija Simola (1995)
- 20 suosikkia – Rakkauden katse (2002)
- Sydämesi ääni (2005)
- Sävyjä (2014)